# Aeroportul Chaoyang
Aeroportul Chaoyang (IATA: CHG, ICAO: ZYCY) este un aeroport din Chaoyang⁠(d), Liaoning, Republica Populară Chineză ce deservește zona Chaoyang⁠(d). Aeroportul a fost tranzitat în 2022 de 18.305 pasageri.
Situat la o altitudine de 173 m, aeroportul dispune de o singură pistă.